# Suovanlahti
Suovanlahti är en del av sjön Keitele i Finland. Den ligger i Viitasaari i landskapet Mellersta Finland, i den centrala delen av landet, 300 km norr om huvudstaden Helsingfors. Suovanlahti ligger 84 meter över havet.